# Hymenostephium
Hymenostephium es un género de plantas con flores perteneciente a la familia  Asteraceae.  Comprende 29 especies descritas y de estas, solo 8 aceptadas.

## Taxonomía
El género fue descrito por George Bentham y publicado en Genera Plantarum 2: 382. 1873. La especie tipo es Hymenostephium mexicanum Benth.

## Especies aceptadas
A continuación se brinda un listado de las especies del género Hymenostephium aceptadas hasta julio de 2012, ordenadas alfabéticamente. Para cada una se indica el nombre binomial seguido del autor, abreviado según las convenciones y usos.
- Hymenostephium anomalum (S.F.Blake) E.E.Schill. & Panero
- Hymenostephium debile (Cabrera) Cabrera
- Hymenostephium gracillimum (Brandegee) E.E.Schill. & Panero
- Hymenostephium hintonii (H.Rob.) E.E.Schill. & Panero
- Hymenostephium microcephalum (Less.) S.F.Blake
- Hymenostephium rivularis (Poepp.) E.E.Schill. & Panero
- Hymenostephium tenue (A.Gray) E.E.Schill. & Panero
- Hymenostephium woronowii (S.F.Blake) E.E.Schill. & Panero